# エルフ (お笑いコンビ)
エルフは、吉本興業（東京本社）所属のお笑いコンビ。2016年結成。NSC大阪校38期生。第7回女芸人No.1決定戦 THE W準優勝。

## メンバー
荒川（あらかわ、1996年〈平成8年〉8月30日 - ）（28歳）
ボケ・ネタ作り担当。
本名：荒川 葉月（あらかわ はづき）。大阪府和泉市出身。身長156 cm、体重53 kg。血液型はA型。大阪府立泉大津高等学校卒業。
趣味は韓国語勉強、Instagram更新、画像加工、音楽鑑賞、飲み歩き。特技は居酒屋のメニューをギャル語に変換すること。東京進出後にはプロレス観戦にもハマり、趣味の一つになっている。
小学生の時から中学3年生まで空手をやっていた。中学時代にはバスケットボール部にも入っていた。
現在のアルバイトはウーバーイーツ。高校時代のバイト先は大阪王将だった。
TwitterやTikTokに『ギャル動画』を投稿している。
2人の妹がおり、テレビ出演したこともある。幼少期は父親が無職で家もボロボロだった。風呂もシャワーもなかったため、お湯を沸かし洗面器に溜めて使っていたという。
中学・高校時代からギャルに憧れていたが、高校では校則が厳しかったため、NSC入学後に髪を金色に染めてギャルデビュー。高校時代は校則違反覚悟で前髪だけ金髪にしていた時期があった。ギャルに目覚めたきっかけは、小森純だった。
ギャルファッションから、爪を長くしており、2024年11月には「ネイルオブザイヤー2024」を受賞した。
すっぴんの顔は「有村架純」を自称しているが、他人からは「ゴリラ」と言われた。
2020年12月末、Instagramの新機能「リール」で動画などの面白さを競う「#よしもとリール王決定戦」で優勝。

 はる（1996年〈平成8年〉6月16日 - ）（29歳）
ツッコミ担当。
山口県大島郡周防大島町出生、大阪府枚方市育ち。身長162 cm、体重64 kg。血液型はA型。大阪府立野崎高等学校卒業。
趣味は散歩、恋愛ドラマで胸キュンすること、ホットサンド作り、ダーツ、知らない土地での散歩、クラゲ鑑賞。特技は球技系スポーツ、バルーンで犬を5秒で作る、どこでも寝られる。
好きな飲み物はレッドブル。
居酒屋でバイトしている。以前のバイト先は店舗は違えども相方・荒川と同じく大阪王将だった。
コンビとして活動の他にユニットライブもよく行い、主になにわスワンキーズ・キングブルブリン（いずれも解散）などとユニットを組んでいた。

## 来歴
荒川は高校卒業後、芸人になることを決めていたが父から反対され担任の先生も理解してくれなかった。ただし最終的には母が芸人になることに賛成し、認めてくれた。本人曰く「大学に行くか芸人になるか」しか考えていなかったらしく、高校卒業後にNSCへ入学した。
はるは小学生の頃にNON STYLEが優勝した年のM-1グランプリを見て漫才をしたいと芸人に憧れたが、スポーツも好きで芸人と体育教師のどちらを目指すかで迷っていた。ある日に担任から芸人になるよう後押しをしてもらったことで、NSCへの入学を決意した。高校は3年間無遅刻無欠席で皆勤賞だった。しかしNSC入学当初は、相方に出会えるなどの自信が無かったとして、すぐに辞めるつもりだったという。
荒川は元々「家族以外の人と一緒に居るのが苦手」で、入学当初は「他人に自分の人生を預けたくなかった」と思っていたことからピン芸人としてやると決めていたが、NSC内で行われた「相方探しの会」に参加してはると出会い、結成する運びとなった。はるは「みんながお笑いや好きな芸人の話などをしている中で、荒川は妹のことなど自分の話をしていたのが印象に残った」ということで、はるから誘った。荒川は最初「あかんかったらすぐ（コンビを）辞めよう」といった軽い気持ちだったという。
荒川が中川家に憧れていたこともあって、結成3年目頃まではギャルキャラを隠して本人たち曰く“正統派”のようなスタイルでネタをやっていたが、徐々にギャルを出すようにしてみると少しずつウケるようになってきて、4年目にはよしもと漫才劇場へ出られるようになりネタバトルも性に合っていたとのことで「この時ようやくお笑いの楽しみを知った」と話している。
コンビ名は荒川が飼っていた犬の名前と、はるの地元にあるひらかたパークの木製コースターの名前が同じ「エルフ」であることが由来となっている。はるはこれについて「これが初めてのお互いの共通点と知って縁を感じた」と話している。
以前から自分たちにとってSNSは無縁の世界と思っていたが、2020年に入ってコロナ禍のために劇場の出演が無くなり、その代わりに自分たちの動画をTiktokに上げ始めたところ、徐々に評判を呼ぶようになっていったという。そして2人とも自身の転機となったのは、2021年1月1日放送の『ぐるナイおもしろ荘 お笑い第7世代NEXTスター発掘スペシャル』（日本テレビ）への出演だったと話している。この番組ではネタ披露後のトークパートで、出されたお題に対して荒川が「その場にいそうなギャル」を即興で演じて爆笑を獲っていた。
2022年4月に活動拠点を大阪から東京へ移した。この際に荒川は、上京後2年で結果が出せなかったら芸人を辞めようと思っていたと話している。
「女芸人No.1決定戦 THE W」は、2020年・2021年大会は2年連続で準決勝進出に終わっていたが、2022年大会で初の決勝進出。2022年大会決勝ではグループCに入り、河邑ミク・紅しょうが・にぼしいわしと同組となった。第1試合では同じく初の決勝進出組である河邑ミクを満場一致で退けるも、第2試合で紅しょうがに満場一致で敗れ1stステージ敗退となった。2023年大会は2年連続の決勝進出を決め、4番手に登場。3番手のぼる塾を満票で下し最終決戦へ進出を果たす。しかし最終決戦では2票を獲得するも紅しょうがに敗れ、2022年大会の雪辱を果たせず準優勝となった。2024年大会も3年連続の決勝進出を決めるも5票獲得した忠犬立ハチ高に屈した。

## 芸風
主に漫才だが、時たまコントを演じることもある。ネタ作りは荒川が担っている。荒川の「みんな〜、ハピネ〜ス!」や「ギャルしか勝たん! ハッシュタ〜グ」（この時両手のVサインを重ねてハッシュタグ（#）の形を作る）という最初の台詞や両手を広げて「で〜す」などの決め台詞がある。荒川のギャルキャラを押し出したネタが多く、「ポップな感じで元気が出る」と評されている。

## 賞レース成績

### M-1グランプリ
| 年度             | 結果         | エントリー No. | 会場                   | 日程     |
| ---------------- | ------------ | -------------- | ---------------------- | -------- |
| 2015年（第11回） | 1回戦敗退    | 1541           | テイジンホール         | 9月3日   |
| 2016年（第12回） | 2回戦進出    | 2851           | 大丸心斎橋劇場         | 10月3日  |
| 2017年（第13回） | 2回戦進出    | 2326           | 大丸心斎橋劇場         | 10月12日 |
| 2018年（第14回） | 2回戦進出    | 1860           | YES THEATER            | 10月11日 |
| 2019年（第15回） | 3回戦進出    | 143            | よしもと祇園花月       | 10月28日 |
| 2020年（第16回） | 2回戦進出    | 2208           | よしもと祇園花月       | 10月28日 |
| 2021年（第17回） | 準々決勝進出 | 2374           | なんばグランド花月     | 11月11日 |
| 2022年（第18回） | 3回戦進出    | 2752           | よしもと有楽町シアター | 10月31日 |
| 2023年（第19回） | 準々決勝進出 | 2493           | ルミネtheよしもと      | 11月22日 |
| 2024年（第20回） | 3回戦進出    | 4966           | KANDA SQUARE HALL      | 11月6日  |

### 女芸人No.1決定戦 THE W
| 年度   | 結果       | 会場              | 決勝キャッチフレーズ   |
| ------ | ---------- | ----------------- | ---------------------- |
| 2020年 | 準決勝進出 | ルミネtheよしもと |                        |
| 2021年 | 準決勝進出 | ルミネtheよしもと |                        |
| 2022年 | 決勝進出   | 日本テレビ        | ネタに硬派なギャル芸人 |
| 2023年 | 準優勝     | 日本テレビ        | 進化したギャル芸人     |
| 2024年 | 決勝進出   | 日本テレビ        | 優勝しか勝たん         |

### その他
- R-1グランプリ
  - 2023年 - 準決勝進出（荒川）
- キングオブコント
  - 2021年 - 2回戦進出
  - 2022年 - 準々決勝進出
  - 2023年 - 準々決勝進出
  - 2024年 - 準々決勝進出
  - 2025年 - 準々決勝進出
- チャラ芸グランプリ
  - 2024年 - 優勝

## 出演

### テレビ

#### バラエティ
現在の出演番組
- ロザンのクイズの神様（関西テレビ）- 不定期出演
- ジロジロ有吉（TBSテレビ）- 不定期出演 ※コンビでの出演やピンでの出演もあり
- 千原ジュニアの座王（関西テレビ）- 荒川のみ不定期出演 ※稀にコンビでの出演あり
- 音道楽√（2024年7月5日 - 、読売テレビ）- 隔週レギュラー

過去の出演番組
- ごきげんライフスタイル よ〜いドン!（2019年9月13日 - 、関西テレビ） - 金曜の「週末!ほし☆ガール」のコーナーとして不定期出演
- 2時45分からはスローでイージーなルーティンで→1時50分からはスローでイージーなルーティーンで（関西テレビ） - 不定期、主に金曜日
- 妄想バラエティ キャラボーン（2021年4月7日 - 10月20日、毎日放送） - ナレーション:荒川
- ちょいバラ「イケメン乙〜イケメン今日もおつかれさまです〜」（2021年10月17日 - 12月19日、ABCテレビ） - 荒川のみ
- あさパラS（読売テレビ）- 不定期出演
- 天才てれびくん（2023年4月 - 2024年3月、NHK Eテレ） - 荒川のみ
- おはよう朝日です（2023年4月7日 - 2025年3月28日、ABCテレビ） - 荒川のみ金曜サブコメンテーター

#### ドラマ
- オールドルーキー 第1話（2022年6月26日、TBSテレビ） - ギャル 役（荒川）

### ラジオ
- 濱田祐太郎のぽこいちラジオ（2020年5月30日 - 、ラジオ関西） - よしもと☆のびしろアワー第5週目（メール読みアシスタントとして番組後半に出演）
- エルフのとりま集合ラジオ！ (2024年11月6日 - 、AuDee)

### ミュージック・ビデオ
- ちゃんみな「TOKYO 4AM」（2022年）※荒川のみ[27]。

## 単独ライブ
| 日付          | 名称               | 会場                   | 備考                                                                          |
| ------------- | ------------------ | ---------------------- | ----------------------------------------------------------------------------- |
| 2020年1月12日 | ギャルJAPAN        | よしもと漫才劇場/大阪  |                                                                               |
| 8月23日       | ギャルJAPAN        | よしもと漫才劇場/大阪  |                                                                               |
| 11月23日      | ギャルJAPAN        | よしもと漫才劇場/大阪  |                                                                               |
| 2021年1月30日 | ギャルJAPAN        | よしもと漫才劇場/大阪  |                                                                               |
| 3月5日        | ギャルJAPAN        | よしもと漫才劇場/大阪  |                                                                               |
| 5月8日        | ギャルJAPAN vol.6  | よしもと漫才劇場/大阪  |                                                                               |
| 7月16日       | ギャルJAPAN vol.7  | よしもと漫才劇場/大阪  |                                                                               |
| 9月17日       | ギャルJAPAN vol.8  | よしもと漫才劇場/大阪  | ゲスト：さや香・学天即                                                        |
| 10月20        | G線上のエルフ      | 森ノ宮漫才劇場/大阪    | ゲスト：ツートライブ                                                          |
| 11月6日       | ギャルJAPAN vol.9  | よしもと漫才劇場/大阪  |                                                                               |
| 2024年2月4日  | ギャルJAPAN vol.28 | 新保町よしもと漫才劇場 | ゲスト：鈴木バイダン／ネイチャーバーガー 笹本／ピュート 竹内／ゼロカラン ワキ |

## ディスコグラフィー

### 配信限定シングル
| 発売日        | タイトル                         | レーベル        | クレジット                                    |
| ------------- | -------------------------------- | --------------- | --------------------------------------------- |
| 2019年1月30日 | ハートおムービング               | YOSHIMOTO MUSIC | 作詞：エルフ/作曲：小倉海                     |
| 2021年2月24日 | 地球最高すぎて草 feat.相谷レイナ | YOSHIMOTO MUSIC | 作詞：エルフ荒川・相谷レイナ/作曲：相谷レイナ |

## 書籍
- エルフ・荒川の日めくり まいにち、GAL! なんか知らんけど生きる元気が湧いてくる31のギャル語録（2023年3月1日、ヨシモトブックス）、ISBN 978-4-8470-7265-9、Cコード C0478[28]
- 人間合格 エルフ荒川1stフォトエッセイ（2025年6月18日、双葉社）、ISBN 978-4-5753-1983-5[29]